# Taubenturm (Vauhallan)

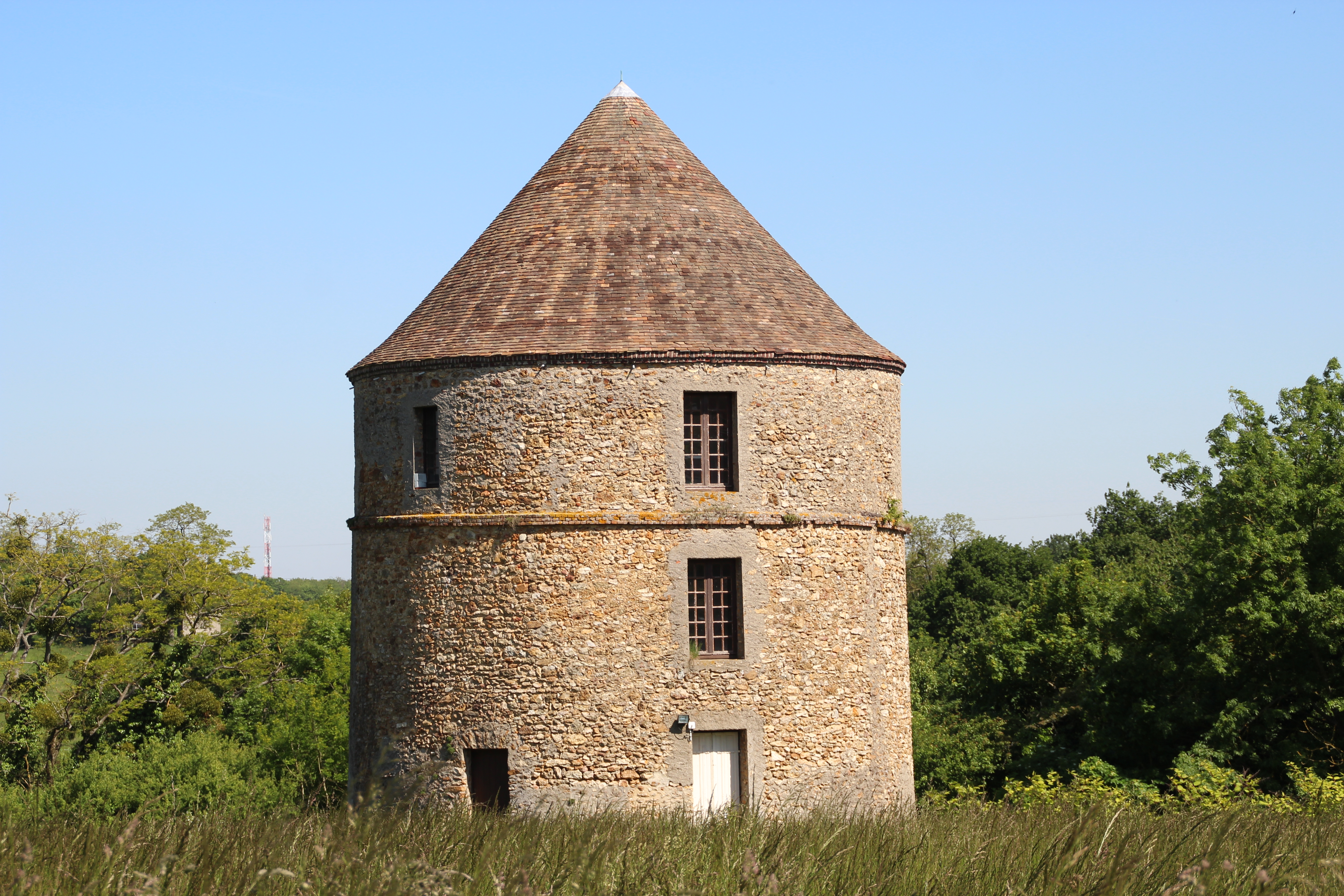
Taubenturm in Vauhallan

Der Taubenturm (französisch colombier oder pigeonnier) in Vauhallan, einer französischen Gemeinde im Département Essonne in der Region Île-de-France, wurde im 12. Jahrhundert errichtet.
Der runde Taubenturm gehörte ursprünglich zu einem heute nicht mehr vorhandenen Herrenhaus. 
Der Turm aus Bruchsteinmauerwerk wurde im 20. Jahrhundert mit Fenstern versehen, um Gästezimmer des Benediktinerklosters Saint-Louis-du-Temple darin einzurichten.